# Ferrari 412 T2
Chronologie des modèles (1995)
Ferrari 412 T1 Ferrari F310
La Ferrari 412 T2 est la monoplace de Formule 1 engagée par l'écurie italienne Ferrari dans le cadre du championnat du monde de Formule 1 1995. Elle est pilotée par le Français Jean Alesi et l'Autrichien Gerhard Berger. Le pilote d'essais est l'Italien Nicola Larini.

## Historique
Dans une mauvaise passe depuis plusieurs saisons, l'écurie emblématique de la F1 attaque la saison 1995 avec l'ambition de jouer les trouble-fêtes. Son tandem de pilotes, reconduit pour la troisième année consécutive, est une valeur sûre, même si le Français Jean Alesi ne s'est encore jamais imposé dans la catégorie reine. La 412 T2 dérive des 412 T1B et 412 T1 de la saison précédente, conçues par John Barnard. Elle est propulsée par un bloc Ferrari et chaussée de pneus Goodyear. La monoplace est dévoilée le 6 janvier 1995 à Maranello et elle est parrainée par le skieur alpin italien Alberto Tomba.
Dès le début de la saison, les monoplaces frappées du cheval cabré semblent en grande forme, même si elles ne sont pas au niveau des Williams FW17 ou de la Benetton B195 de Michael Schumacher : en cinq courses elles glanent six podiums (deux deuxièmes places pour Alesi et quatre troisièmes pour Berger). Arrive alors un Grand Prix du Canada resté dans les mémoires, où Schumacher domine la course jusqu'à ce qu'un problème offre le commandement à Jean Alesi, qui ne le quittera plus pour s'imposer le jour de ses 31 ans, sur une voiture frappée du numéro 27 sur le circuit Gilles Villeneuve.
Le reste de la saison sera plus difficile, les 412 T2 ne récoltant que quatre podiums supplémentaires, et une pole position, signée par Gerhard Berger lors du Grand Prix de Belgique. Handicapées par une fiabilité imparfaite (14 abandons), les Ferrari ne font pas mieux que la troisième place au championnat constructeurs, avant le grand renouveau de la Scuderia, avec l'arrivée de Jean Todt et Michael Schumacher suivi de l'équipe technique victorieuse chez Benetton pour la saison 1996.

## Résultats en championnat du monde de Formule 1

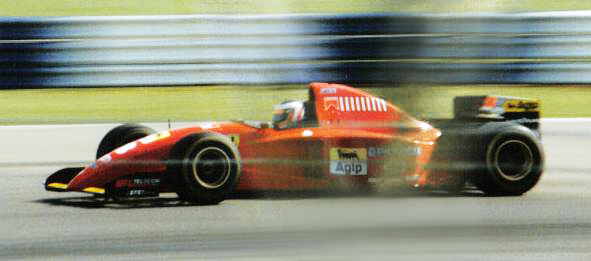
Gerhard Berger au volant de la Ferrari 412 T2, au Grand Prix de Grande-Bretagne

| Saison | Écurie           | Moteur            | Pneus    | Pilotes        | Courses | Courses | Courses | Courses | Courses | Courses | Courses | Courses | Courses | Courses | Courses | Courses | Courses | Courses | Courses | Courses | Courses | Points inscrits | Classement |
| Saison | Écurie           | Moteur            | Pneus    | Pilotes        | 1       | 2       | 3       | 4       | 5       | 6       | 7       | 8       | 9       | 10      | 11      | 12      | 13      | 14      | 15      | 16      | 17      | Points inscrits | Classement |
| ------ | ---------------- | ----------------- | -------- | -------------- | ------- | ------- | ------- | ------- | ------- | ------- | ------- | ------- | ------- | ------- | ------- | ------- | ------- | ------- | ------- | ------- | ------- | --------------- | ---------- |
| 1995   | Scuderia Ferrari | Ferrari 044/1 V12 | Goodyear |                | BRÉ     | ARG     | SMR     | ESP     | MON     | CAN     | FRA     | GBR     | ALL     | HON     | BEL     | ITA     | POR     | EUR     | PAC     | JAP     | AUS     | 73              | 3e         |
| 1995   | Scuderia Ferrari | Ferrari 044/1 V12 | Goodyear | Jean Alesi     | 5e      | 2e      | 2e      | Abd     | Abd     | 1er     | 5e      | 2e      | Abd     | Abd     | Abd     | Abd     | 5e      | 2e      | 5e      | Abd     | Abd     | 73              | 3e         |
| 1995   | Scuderia Ferrari | Ferrari 044/1 V12 | Goodyear | Gerhard Berger | 3e      | 6e      | 3e      | 3e      | 3e      | 11e     | 12e     | Abd     | 3e      | 3e      | Abd     | Abd     | 4e      | Abd     | 4e      | Abd     | Abd     | 73              | 3e         |

Légende : ici 